# Lijst van voetbalinterlands Schotland - Sovjet-Unie
Deze lijst van voetbalinterlands is een overzicht van alle officiële voetbalwedstrijden tussen de nationale teams van Schotland en de Sovjet-Unie. De landen speelden vijf keer tegen elkaar. De eerste ontmoeting, een vriendschappelijke wedstrijd, werd gespeeld in Glasgow op 10 mei 1967. Het laatste duel, een groepswedstrijd tijdens het Europees kampioenschap voetbal 1992, vond plaats op 18 juni 1992 in Norrköping (Zweden).

## Wedstrijden
| № | Plaats     | Datum           | Competitie        | Wedstrijd               | Uitslag |
| - | ---------- | --------------- | ----------------- | ----------------------- | ------- |
| 1 | Glasgow    | 10 mei 1967     | Vriendschappelijk | Schotland – Sovjet-Unie | 0 – 2   |
| 2 | Moskou     | 14 juni 1971    | Vriendschappelijk | Sovjet-Unie – Schotland | 1 – 0   |
| 3 | Málaga     | 22 juni 1982    | WK 1982           | Schotland – Sovjet-Unie | 2 – 2   |
| 4 | Glasgow    | 6 februari 1991 | Vriendschappelijk | Schotland – Sovjet-Unie | 0 – 1   |
| 5 | Norrköping | 18 juni 1992    | EK 1992           | Schotland – GOS         | 3 – 0   |

## Samenvatting
| Competitie        | Totaal gespeeld | Winst Schotland | Gelijk | Winst Sovjet-Unie | Doelsaldo Schotland – Sovjet-Unie |
| ----------------- | --------------- | --------------- | ------ | ----------------- | --------------------------------- |
| WK-eindronde      | 1               | 0               | 1      | 0                 | 2 − 2                             |
| EK-eindronde      | 1               | 1               | 0      | 0                 | 3 − 0                             |
| Vriendschappelijk | 3               | 0               | 0      | 3                 | 0 − 4                             |
| Totaal            | 5               | 1               | 1      | 3                 | 5 − 6                             |

## Details

### Vijfde ontmoeting
| EK 1992 (Norrköping, Zweden, 18 juni 1992): |              | |
| Schotland | 3 – 0        | GOS |
| Paul McStay 6' Brian McClair 17' Gary McAllister 83' (pen.) | goals        | |
| Andy Roxburgh | bondscoach   | Anatoli Bisjovets |
| Andy Goram Stewart McKimmie Richard Gough Dave McPherson Tom Boyd Gary McAllister Paul McStay Brian McClair Stuart McCall Kevin Gallacher 79' Ally McCoist 67' | opstellingen | Dmitri Charin Andrei Chernyshev Oleg Koeznetsov Kakhaber Tskhadadze Viktor Onopko Andrej Kantsjelskis 46' Sergej Alejnikov Igor Dobrovolski Aleksej Michailitsjenko 46' Sergei Kiriakov Sergej Joeran |
| Jim McInally 67' Pat Nevin 79' | wissels      | 46' Dmitri Kuznetsov 46' Igor Kornejev |
| Stuart McCall 67' | gele kaarten | 52' Andrei Chernyshev 84' Dmitri Kuznetsov 85' Aleksej Michailitsjenko |